# Titzina
Titzina es una compañía de teatro española, fundada en 2001 por Diego Lorca y Pako Merino, considerada referente del teatro de creación contemporáneo, con presencia en escenarios nacionales e internacionales. Posee un repertorio propio bien valorado por crítica y público.

## Historia
La compañía de teatro Titzina fue fundada en Sardañola del Vallés, en agosto de 2001 por Diego Lorca (Sardañola del Vallés) y Pako Merino (Santander), quienes durante varios años habían estudiado teatro y habían trabajado en diversas compañías españolas. Lorca se formó en varias escuelas de Barcelona, entre ellas, Estudis de Teatre, mientras que Merino se licenció en Enfermería al mismo tiempo que se acercaba al teatro en la Escuela del Palacio de Festivales de Santander. En 1999, se conocieron en la École Internacionale de théâtre Jacques Lecoq de París. Durante un tiempo, hicieron teatro juntos en París donde sus trabajos fueron siempre bien acogidos por el público francés, se integraron en la compañía inglesa Angel Exit Theatre, con la que, en 2001, obtuvieron gran éxito en el Festival de Edimburgo con la adaptación del texto Imaginary Prisons, de la escritora americana Gjertrud Schnackenberg. Posteriormente, se instalaron en España y crearon Titzina.
La particular forma de Titzina de abordar los proyectos da como resultado unas obras singulares, con estilo propio, que se define como "sello Titzina”. El proceso de preparación de cada montaje suele ser largo, Comienza con la elección del tema. Continúa con la fase documental de recogida de información utilizando todo tipo de fuentes que los capacita para construir herramientas con las que sumergirse en los espacios donde el tema elegido es o ha sido vivido en primera persona y realizar entrevistas. Finalmente, con el intenso conocimiento adquirido, se crea la dramaturgia y se traslada al espacio escénico para ofrecer la obra al público e invitarlo a detenerse y reflexionar tanto sobre realidades no muy conocidas, como sobre los asuntos más habituales y a la vez más profundos del ser humano.
El teatro de Titzina es un teatro comprometido en el que el trabajo actoral, de gran plasticidad y que utiliza elementos del clown o la comedia del arte, se fusiona con disciplinas como la danza y la música para crear piezas con una gran carga cómica y poética.

## Espectáculos
- 2002 - Folie à Deux / Sueños de psiquiátrico es una creación que se basa en entrevistas realizadas a psiquiatras, familiares de pacientes y a internos de centros psiquiátricos. El término “folie a deux” se utiliza en psiquiatría para definir un tipo de psicosis en la que un enfermo induce a otra persona para que comparta sus delirios. La obra consiguió grandes éxitos durante las más de trescientas representaciones que se realizaron en sus tres años de gira, durante los cuales se presentaron en festivales y ferias de teatro como Festival Escena Contemporánea, Festival Internacional de Sitges, Alternativa 2003 de Santiago de Compostela, Feria de Huesca o la Feria de Donostia. Colaboraron en este espectáculo el músico y compositor Artur Gestí y el componente de la compañía Theatre de la Complicité, Stefan Mertz, como ayudante de dirección.[12] La obra dio lugar, a la película homónima que se estrenó en 2007, dirigida por Marc Lozano, con guion e interpretación de Merino y Lorca.[6][13]
- 2005 - Entrañas habla de la guerra civil española. Para su creación, los autores recorrieron durante tres meses lugares afectados en diferentes conflictos como Sarajevo o Bosnia y la ciudad de Washington y se dieron cuenta de que, aunque los relatos de las personas a las que entrevistaron eran similares a lo que contaban quienes vivieron la guerra civil, este era un tema sobre el que apenas se hablaba.[14] Arranca con el embarazo de Soledad que para conocer sus antecedentes médicos familiares, necesita viajar hacia el pasado y reconstruir la vida de su abuelo desaparecido en la Batalla del Ebro durante la guerra civil. La obra pone de manifiesto la facilidad con la que las generaciones posteriores a una guerra pierden la memoria y, por lo tanto, del peligro de que se repitan los errores que llevaron a ella. En el escenario contó con la interpretación de la actriz Laila Martí.[15] Estuvo de gira durante tres años recorriendo, además de España, Portugal, Estados Unidos y Francia.[16]
- 2009 - Exitus, que en latín significa salida, es la simplificación de la expresión exitus letalis (salida mortal) utilizada en medicina. Trata de un empleado de funeraria, un hombre en búsqueda de empleo, un directivo de un laboratorio farmacéutico y un abogado, personajes que se enfrentan a la muerte desde puntos de vista diferentes.[17]
- 2013 - Distancia siete minutos trata la felicidad, el destino, la comunicación o la justicia a través de la historia de un juez que vuelve al domicilio familiar forzado por una plaga de termitas en su casa. Este hecho, coincide en el tiempo con el envío y aterrizaje del robot espacial Curiosity con el que se establece un paralelismo. La convivencia con su padre y el entorno laboral del protagonista dan pie a la reflexión sobre los temas propuestos.[18] Durante la preparación previa, Merino y Lorca asistieron a conferencias del 2º Congreso Internacional de la Felicidad, visitaron la cárcel Modelo de Barcelona y colaboraron con su aula de teatro. También visitaron los juzgados civiles y penales de Barcelona y Sardañola del Vallés donde mantuvieron entrevistas con el personal jurídico.[19][20] La obra recorrió numerosos escenarios de España y Latinoamérica.[21]
- 2017 - La Zanja. La obra establece un paralelismo entre el encuentro de Miquel, un técnico de una multinacional minera que llega a Sudamérica para implantar una mina de oro, con Alfredo, el alcalde del pueblo donde se va a ubicar y el que se produjo quinientos años antes, entre Francisco Pizarro y Atahualpa. Investiga sobre las raíces culturales y los antepasados,[6] sobre el choque entre dos mundos y sobre cómo las acciones de nuestros antepasados condicionan nuestro presente y nos llevan a actuar de una manera que influirá en el futuro. De manera que se genera un ciclo infinito.[22] El punto de partida de la creación fueron las crónicas del encuentro entre Pizarro y Atahualpa y los conflictos mineros entre las multinacionales occidentales y las comunidades nativas de Perú, país al que viajaron los creadores.[23]
- 2022 - Búho. Pablo, un antropólogo forense especializado en yacimientos paleolíticos sufre un ictus que le provoca una amnesia severa. La obra presenta la búsqueda interior que realiza para recuperar sus recuerdos y, por lo tanto, su identidad. La investigación para esta creación pasó por la convivencia con  especialistas y pacientes del Instituto Guttmann para la rehabilitación de la memoria y el acompañamiento de personas que se mueven a diario por las profundidades como espeleólogos, antropólogos forenses especializados en arte rupestre, Mozos de Escuadra de la unidad del subsuelo y exploradores urbanos ilegales.[24] Búho invita a pensar en la identidad, en la memoria que hace único a cada ser humano y en la consecuencias de su pérdida.[25]

## Obra
- 2011 - Folie À Deux / Entrañas / Exitus. Diego Lorca y Pako Merino, Editorial Artezblai ISBN 978-84-938661-0-5

- 2015 - Distancia siete minutos. Diego Lorca y Pako Merino, Editorial Artezblai ISBN 9788494337253

- 2017 - La zanja. Diego Lorca y Pako Merino, Editorial Artezblai ISBN 9788494967207

- 2023 - Búho - Diego Lorca, Editorial Artezblai ISBN 978-84-125675-6-4

## Reconocimientos
- 2003 - Folie à Deux / Sueños de psiquiátrico recibió varios premios como el de mejor obra en la XVII Feria de Teatro celebrada en Huesca, el premio del público en el XXV Certamen Nacional de Teatro Arcipreste de Hita celebrado en Guadalajara y el Segundo Premio en la categoría Mejor Obra;[26] el premio Sant Miguel al mejor espectáculo de sala en la XXIII Feria de Tárrega[27] y el premio Mejor Interpretación Masculina en el VI Certamen Nacional de Teatro Garnacha de la Rioja en Haro.[28]
- 2004 - Folie à Deux / Sueños de psiquiátrico recibió el premio al mejor espectáculo de la Associació d'espectadors, Teatre del Mar de Palma de Mallorca[29] y el premio Zapatilla de Oro de la revista Artez, al espectáculo revelación del año.[30]
- 2006 - Stefan Metz recibió por Entrañas el Premio a la mejor dirección del XXVII Festival de Teatro Ciudad de Palencia.[14]
- 2006 - Titzina fue distinguida con una mención especial del jurado en el Certamen de Teatro La Garnacha en Haro por Exitus.[31]

- 2010 - Exitus, recibió el premio al Grupo Más Popular en la XXXII edición del Certamen Nacional de Teatro Arcipreste de Hita, organizado por la Agrupación Teatral Alcarreña, en la que también fue galardonado Pako Merino como Mejor Actor.[32]
- 2018 - Distancia 7 Minutos, recibió el Premi Makma al Millor Espectacle Nacional de Teatro de la VII Edició Premis del Públic de la Sala Russafa.[33]
- 2020 - Con La zanja, Diego Lorca y Pako Merino fueron nominados a mejor texto de autor 2019 en los XXVIII Premios Teatro de Rojas.[34]